# Vargha Károly
Vargha Károly (Szentlászló, 1914. november 7. – Pécs, 1993. március 18.) főiskolai tanár, zenei szövegíró és műfordító.

## Élete
Édesapja Vargha Ferenc kántortanító, édesanyja Bodonyi Piroska. A többségében németek által lakott településen dajkájától és játszótársaitól korán megtanult németül.
"Wer wissen möchte, wer er ist, muss fragen, woher er kommt, dann weiss er, wohin er geht.
(Aki tudni akarja, kicsoda, fel kell tennie a kérdést, honnan jön, mert csak akkor tudja, hová tart."
- Vargha Károly

## Tanulmányai
A szülőfalujában végzett elemi iskolai tanulmányai után két évig a szigetvári, majd a pécsi polgári fiúiskolába járt. 1929 és 1934 között a Pécsi Püspöki Tanítóintézet növendéke, ahol német nemzetiségi oktatásra is jogosító népiskolai tanítói oklevelet szerzett. 
1934 és 1938 között Szegeden, a Polgári Iskolai Tanárképző Főiskola hallgatója, ahol magyar-német-történelem szakos polgári iskolai tanári képesítést kapott. Tanítóképző Intézetben hallgató, egyidejűleg részt vett Sík Sándor egyetemi irodalmi és költészettani szemináriumán.
1938–39: állami ösztöndíjasként – német nyelv és irodalom mellett – összehasonlító néprajzi és népzenei tanulmányokat folytatott a berlini Collegium Hungaricumban.
1939-40-ben Szegeden tovább folytatta tanulmányait az Apponyi Kollégiumban, tanítóképző-intézeti tanári oklevelet szerzett magyar-német¬történelem szakcsoportban. 1941-ben a szegedi egyetemen bölcsészettudományi doktorrá avatták „summa cum laude" fokozattal német nyelvtudományból és irodalomból, valamint pedagógiából. Doktori dolgozatát a Délkeleti Zselicről írta. Ekkor a következő helyeken tanított: Királyi Katolikus Tanítóképző Intézet - Szeged, Állami Tanítóképző Intézet - Kőszeg és Baja, Állami Pedagógiai Gimnázium - Pécs, Szakérettségis tanfolyam - Pécs.
1951-ben áthelyezték a Pécsi Pedagógiai Főiskola magyar nyelvi tanszékére. 1956-ban megbízást kapott a főiskola német nemzetiségi tanárokat képző tanszékének megszervezésére és vezetésére, ahol nyugdíjazásáig, 1975-ig dolgozott.
Nem csak oktatott, hanem nevelt is, erkölcsi tartásra és hivatástudatra. Évtizedeken át vezette Baranya megye honismereti mozgalmát. Szerkesztette a „Baranya megyei honismereti írásokat". 1970-ben elindította a zselici tanácskozásokat, és szorgalmazta a megyei krónikaírást. Gyűjtötte és közzétette írásokban és rádió¬adásokban Baranya, Somogy és Tolna megye népdalait, egyházi énekeit, bányászmeséit és mondáit.
A nagy német zeneszerzők, Bach, Handel és Haydn művei szövegének legjobb magyar fordításait ő készítette. Önálló szövegeire neves magyar zeneszerzők komponáltak műveket: Kodály Zoltán, Bárdos Lajos, Farkas Ferenc, Tillai Aurél, Hevesi András stb.

## Díjai
- A Janus Pannonius zenei pályázat II. díja (1972)
- Az Oktatásügy Kiváló Dolgozója cím (1975)
- Baranya Megyei Tanács Közművelődési Díja (1980), a Georg Dehio-díj (1978)
- Az NSZK-ban élő Magyarországi Németek Kulturális Díja (1985)
- Lenau-díj (1990)
- Honismereti munkásságáért a Notitia Hungáriáé díj (1992)
- Pro Civitate díj (1992)